# Paul Fortier
Paul Rafael Fortier  (nacido el 27 de enero de 1964 (61 años) en San Francisco, California)  es un exjugador de baloncesto estadounidense. Con 2.06 de estatura, jugaba en la posición de pívot.  Después de retirarse ejercería de entrenador asistente de equipos universitarios, entre ellos los Huskies de la Universidad de Washington, donde jugó durante 4 años.

## Equipos
- 1982-1986: Universidad de Washington
- 1986-1989:  Saint-Quentin
- 1989-1990:  Basket Rimini
- 1990-1992:  Reims Champagne Basket
- 1992-1993:  JDA Dijon
- 1993-1995:  París Basket Racing
- 1995-1996:  le Mans Sarthe Basket
- 1996-1999:  Cholet Basket
- 1999-2000:  CB Sevilla
- 2000-2001:  Bàsquet Girona
- 2001-2002:  Ionikos Neas Filadelfeias BC
- 2001-2002:  Bàsquet Manresa